# Euphrasia hyperborea
Euphrasia hyperborea là loài thực vật có hoa thuộc họ Cỏ chổi. Loài này được Jörg. mô tả khoa học đầu tiên năm 1916.